# Kultrún
 (février 2024).
Si vous disposez d'ouvrages ou d'articles de référence ou si vous connaissez des sites web de qualité traitant du thème abordé ici, merci de compléter l'article en donnant les références utiles à sa vérifiabilité et en les liant à la section « Notes et références ».
Le kultrún (que l'on trouve également écrit kultrung ou cultrún selon le système graphique du mapudugún adopté) est un instrument à percussion, membranophone à frappe directe utilisé par le peuple mapuche. 

## Description

Image du Meli Witran Mapu peint généralement sur le kultrún.

C'est un membranophone, à membrane liée, à coup direct, hémisphérique (comme les timbales ), indépendant. Il mesure entre 35 et 40 cm de diamètre supérieur avec une hauteur de 12 à 15 cm environ. Son corps est en bois de canelo (un arbre sacré dans la spiritualité mapuche), de laurier, de lenga ou de lingue, coupé en hiver pour éviter qu'il ne se fende. Il est réalisé en creusant un tronc jusqu'à ce que la caisse de résonance ait la forme d'un cône ouvert ou concave, en forme de bol. Ensuite, un morceau de peau d'agneau ou de cheval est fixé pour couvrir l'embouchure, serré par des liens de cuir afin d'épouser le corps du tambour.

## Usages
Le kultrún est un tambour cérémonial et l'instrument de musique le plus important de la culture mapuche, utilisé principalement par les machis (personnage médical traditionnel) pour les rituels religieux et culturels, ainsi que lors de la cérémonie du ngillatun, l'un des plus importants rites mapuche.
Il peut se jouer de deux manières : tenu à la main et frappé avec une baguette ou appuyé au sol et frappé avec deux baguettes. 
Dans la cosmovision mapuche, le kultrún représente la moitié de l'univers ou le monde dans sa forme hémisphérique ; sur la peau du tambour sont représentés les quatre points cardinaux, qui sont symbolisés par deux lignes en forme de croix et dont les extrémités se ramifient en trois autres lignes, représentant les pattes du choyke (nandou). A l'intérieur des quartiers qui sont divisés par les lignes décrites ci-dessus, sont dessinées les quatre saisons de l'année.